# شهرستان واکالا (فلوریدا)
شهرستان واکالا، فلوریدا (به انگلیسی: Wakulla County, Florida) یک سکونتگاه مسکونی در ایالات متحده آمریکا است که در فلوریدا واقع شده‌است.

## خصوصیات
شهرستان واکالا ۱٬۹۰۶٫۲۴ کیلومترمربع مساحت دارد.